# 洪百慧
洪百慧（1977年7月27日—2016年2月20日），台灣台語女歌手，曾發行多張專輯，如《多桑》、《女主角不是我》、《傷心啥滋味》、《癡情洪百慧》、《忘情茶》、《寄袂到的情批》、《台灣紅百慧》、《將阮愛一半》與《情歌百慧》等，其中，〈多桑〉一曲更是洪百慧為人所知的經典代表作。2016年2月20日因肝癌於臺中中國醫藥大學附設醫院病逝，享年38歲。

## 音樂作品

### 個人專輯[6]
|    | 專輯名稱         | 唱片公司     | 發行日期 | 曲目 |
| 1. | 《多桑》         | 雅驪唱片     | 1999.08  | 歌名 1. 重逢日子 2. 多桑 3.用心肝愛過的人 4.阿母的話 5.不甘送別你 6.青春賭一擺 7.一生只有你 8.異鄉情 9.叫我怎樣甘 10.愛你的心                                       |
| 2. | 《女主角不是我》 | 雅驪唱片     | 2000.08  | 歌名 1. 漂浪的心情 2. 女主角不是我 3.等你啦 4.愛的證據 5.鑽石手指 6.無聊的晚暝 7.思念的天線 8.愛過恨過 9.變色情 10.夢醒總是空                                       |
| 3. | 《傷心啥滋味》   | 雅驪唱片     | 2003.06  | 歌名 1. 傷心啥滋味 2. 情夢(Feat.王江發) 3.等無你的愛 4.親情 5.不甘送別你 6.真心話 7.過去放袂記 8.有你卡好 9.夢醒總是空 10.愛你的心                                  |
| 4. | 《癡情》         | 可將唱片     | 2008.03  | 歌名 1. 苦の探戈 2. 堅強女人花 3.痴情乎人吃夠夠 4.阮的伊(Feat.王江發) 5.空等 6.美麗的對白 7.甘拜下風 8.你的手哪會這呢冷 9.一場夢一場空 10.孤單小鹿                  |
| 5. | 《忘情茶》       | 可將唱片     | 2009.02  | 歌名 1. 路燈照孤影 2. 弱者不是阮的名 3.忘情茶 4.愛到愈深愈傷自己 5.再會 6.兩亂 7.愛你的期限已經到 8.癡情人 9.斷情夜 10.幸福的所在                                   |
| 6. | 《寄袂到的情批》 | 中唱數位娛樂 | 2010.09  | 歌名 1. 阿爸 2. 愛情一場夢(Feat.莊振凱) 3.講什麼昨暝歹勢 4.愛情的主人 5.寄袂到的情批 6.愛情的探戈(Feat.林俊吉) 7.吻 8.情花 9.今生為你活 10.愛情研究所               |
| 7. | 《台灣紅・百慧》 | 中唱數位娛樂 | 2011.12  | 歌名 1. 溫柔名片 2. 油桐花(Feat.徐立鴻) 3.癡情孤戀花 4.愛回航(Feat.莊振凱) 5.無你的寒夜 6.癡情紅玫瑰 7.愛當香 8.贖罪 9.煮飯(Feat.林俊吉) 10.今生的情債              |
| 8. | 《將阮愛一半》   | 中唱數位娛樂 | 2013.03  | 歌名 1. 將阮愛一半 2. 女人的願望 3.情若放(Feat.林俊吉) 4.一筆勾銷 5.愛甲心痛 6.逗陣唸歌(Feat.蘇振華) 7.女人花 8.為情飛 為愛走找(Feat.莊振凱) 9.女兒心 10.為你唱情歌 |
| 9. | 《情歌百慧》     | 中唱數位娛樂 | 2014.11  | 歌名 1. 白蛇傳說 2. 無緣的戀夢 3.真情歌(Feat.林俊吉) 4.人生茶 5.癡情女紅妝 6.點滴在心頭 7.愛阮的歌 8.袂凍講的愛(Feat.林俊吉) 9.期待 10.靈靜自轉                     |

### 合作對唱歌曲
| 發行日     | 合唱歌曲       | 對唱歌手 | 專輯名稱       | 唱片公司     |
| ---------- | -------------- | -------- | -------------- | ------------ |
| 2010.06.09 | 〈夢袂醒〉     | 林俊吉   | 《夢袂醒》     | 中唱數位娛樂 |
| 2010.12.08 | 〈吃苦情歌〉   | 莊振凱   | 《挺你挺我》   | 中唱數位娛樂 |
| 2011.04.16 | 〈挺你挺我〉   | 戴梅君   | 《問籤詩》     | 中唱數位娛樂 |
| 2011.10.28 | 〈靠山〉       | 林俊吉   | 《深情海》     | 中唱數位娛樂 |
| 2012.07.06 | 〈天冷才知情〉 | 張燕清   | 《斷魂淚》     | 中唱數位娛樂 |
| 2012.07.06 | 〈人生這條路〉 | 張燕清   | 《斷魂淚》     | 中唱數位娛樂 |
| 2012.07.06 | 〈蠟燭火〉     | 張燕清   | 《斷魂淚》     | 中唱數位娛樂 |
| 2012.07.06 | 〈阮的伊〉     | 張燕清   | 《斷魂淚》     | 中唱數位娛樂 |
| 2012.11.30 | 〈愛情攏無影〉 | 林俊吉   | 《將你惜命命》 | 中唱數位娛樂 |
| 2013.05.15 | 〈無論如何〉   | 莊振凱   | 《將你留》     | 中唱數位娛樂 |
| 2013.12.06 | 〈作伴〉       | 蘇振華   | 《雪花飛》     | 中唱數位娛樂 |
| 2013.12.06 | 〈逗陣唸歌〉   | 蘇振華   | 《雪花飛》     | 中唱數位娛樂 |
| 2014.05.02 | 〈今生的約定〉 | 張燕清   | 《神仙人》     | 中唱數位娛樂 |
| 2014.08.15 | 〈窗外的月光〉 | 林俊吉   | 《腳步聲》     | 中唱數位娛樂 |